# Филлорахис
Филлорахис (лат. Phyllorachis) — монотипный род растений семейства Злаки (Poaceae). Включает единственный вид — Филлорахис стрелолистный (Phyllorachis sagittata).

## Описание
Однодомные многолетние растения. Листья широколанцетные, у основания стреловидные.
Колоски однополые, двуцветковые, нижний цветок стерильный, колосковые чешуи отсутствуют; собраны группами из одного женского и 2—3 мужских колосков на листовидно расширенной оси общего соцветия — одностороннего колоса.
Хромосомное число — 2n = 24.

## Распространение
Встречается в Анголе, Демократической Республике Конго, Танзании, Замбии, Малави и Мозамбике.